# Tomaž Rutar
Tomaž Rutar (tudi Ruttar ali Rutter), slovenski rimskokatoliški duhovnik, pridigar in arheolog samouk,  * 10. december 1807, Poljubinj, † 29. marec 1877, Most na Soči.

## Življenje in delo
Rutar je bil po študiju teologije v Gorici  leta 1834 posvečen v duhovnika. Služboval je kot kaplan na  Mostu na Soči  (1835-1842) in Dolenji Trebuši (1842-1844) ter nato kot župnik ponovno v Mostu na Soči (1844-1877). Bil je izvrsten duhovnik in pridigar. S članki je  sodeloval v časopisu Slovenski prijatelj (1856–1867, 1863, 1870). Dejaven pa je bil tudi na socialno-karitativnem področju.
Rutar velja za odkritelja »svetolucijske kulture«. (Sv. Lucija, sedaj Most na Soči). Leta 1848 je začel nabirati na griču Mirišče nad Mostom na Soči prazgodovinske predmete. Rutar je bil prvi, ki je ostaline nekdanjih kultur začel zbirati, jih hraniti in o njih pisati, imel je lepo zbirko bronastih kotlov, fistul, nakita itd., kar pa so po njegovi smrti raznesli in je le ostanek prišel v goriški in dunajski muzej. O svojih najdbah je poročal v Slovenski bčeli (1853) in napisal prispevek za Arkiv za poviestnicu jugoslavensku III (Zagreb, 1854).Rutarjeva raziskovanja in poročila so pripomogla, da so arheološko vrednost Mosta na Soči priznali tudi dunajski znanstveni krogi in da so se 1880 začela v kraju obsežna arheološka izkopavanja. 